# الصغوى
الصغوى قرية تعد من القرى التابعة لمحافظة الشنان بمنطقة حائل. فيها كثافة سكانية لا بأس بها. وتعد من أكبر قرى شمر في منطقة حائل من حيث المساحة، إذ إن مساحتها تمتد من بلدة الصلبية شرقاً إلى جبال أبا اللقاح غرباً، أي ما يقارب 75 كم، ومن فيضة الشيح إلى أن تصـل المشقر بحدود 53 كم، ومن المشقر إلى مخطط مزارع أبو غيل بحدود 37 كم. ويضم مخطط أبو غيل ما يقارب 400 مشروع زراعي.
ويوجد بالقرية مركز إمارة، ومدارس ابتدائية للبنين والبنات ومركز صحي ومكتب خدمات البلدية بالإضافة إلى المستودع الخيري.